# Steblów (powiat krapkowicki)
Steblów (niem. Stöblau) – wieś w Polsce położona w województwie opolskim, w powiecie krapkowickim, w gminie Krapkowice. Historycznie leży na Górnym Śląsku, na ziemi prudnickiej. Znajduje się ok. 1 km od Krapkowic w kierunku Prudnika i przejścia granicznego do Czech. Przez Steblów przepływa rzeka Osobłoga.
W latach 1945–1954 miejscowość należała do gminy Strzeleczki w powiecie prudnickim. W latach 1975–1998 miejscowość należała administracyjnie do ówczesnego województwa opolskiego.

## Nazwa
Nazwa wywodzi się od nazwy osobowej Stebel. W 1294 wzmiankowana jako Styblow, a w 1302 jako de Stebbulou. W czasach niemieckich nazywana Stöblau. W 1845 przy ówczesnej niemieckiej urzędowej nazwie miejscowości podano również polską nazwę Steblów.
12 listopada 1946 nadano miejscowości, wówczas administracyjnie należącej do powiatu prudnickiego, polską nazwę Stebłów, jednak miejscowa ludność używała powszechnie nazwy Steblów. Zgodnie z wolą mieszkańców i władz samorządowych, 10 lutego 1995 miejscowości nadano nazwę Steblów.

## Historia
Podczas badań archeologicznych odnaleziono fragmenty naczyń z okresu neolitu. Znaleziono także naczynia z okresu VIII–X wieku. Osada w miejscu współczesnego Steblowa prawdopodobnie istniała już w drugiej połowie IX wieku.
Wieś była wzmiankowana po raz pierwszy w 1294 w dokumencie księcia Bolka I opolskiego jako Styblow. Dokument papieski z 1302 wspomina ją jako de Stebbulou. Do czasów reformacji wieś należała do parafii w Dobrej. W 1573 właścicielem Steblowa był Jan Rohowski (Rogowski) z Kornic.

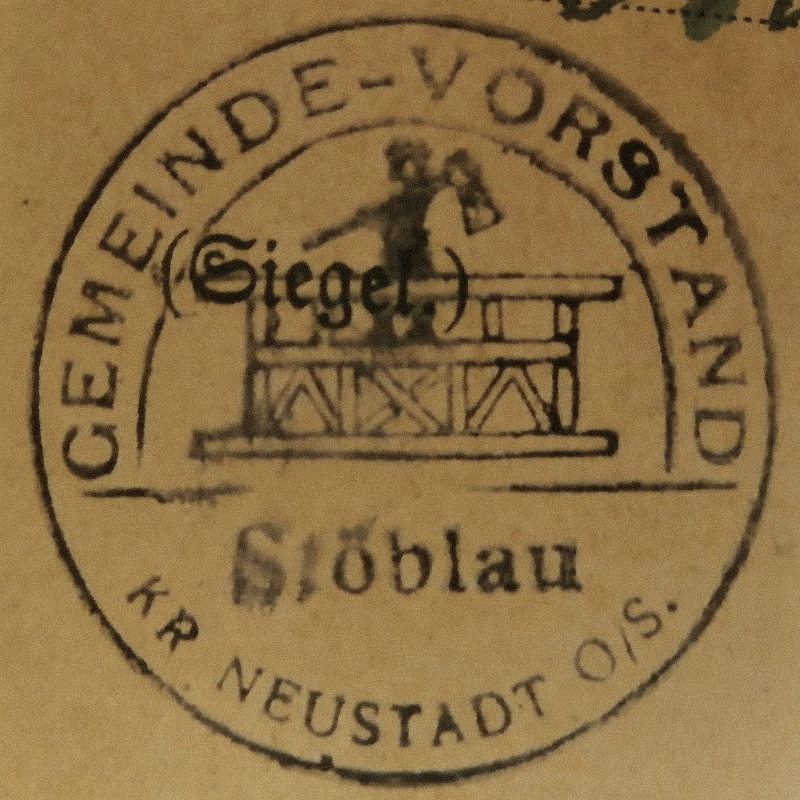
Pieczęć Steblowa (1924)

Do 1742 wieś należała do powiatu sądowego głogóweckiego w Monarchii Habsburgów. Po I wojnie śląskiej znalazła się w granicach Królestwa Prus i weszła w skład powiatu prudnickiego w prowincji Śląsk. 28 lutego 1780 majątek w Dobrej wraz ze Steblowem zakupił hrabia Leopold Heinrich von Seherr-Thoss.  Wieś posiadała swoją własną pieczęć, która przedstawiała w polu drwala z toporem na ramieniu kroczącego przez most, a w otoku napis: GEMEINDE-VORSTAND Stöblau / KR. NEUSTADT O/S. (pol. Gmina Steblów / Powiat Prudnicki, Górny Śląsk).
Od 1806 wieś była własnością Ernesta von Seherr-Thossa. W 1845 Steblów liczył 389 mieszkańców. Znajdowało się w nim wówczas około 60 budynków, w tym gospoda i kuźnia. W tymże roku otwarto pierwszą szkołę w Steblowie. Nowy budynek szkolny, dostosowany do obowiązujących wówczas przepisów sanitarnych i szkolnych, wzniesiono w 1865. W połowie XIX wieku na ziemi prudnickiej panowała epidemia cholery. Założono wówczas cmentarz w Steblowie, poświęcony 27 listopada 1866. W 1898 powstał nowy budynek szkolny.

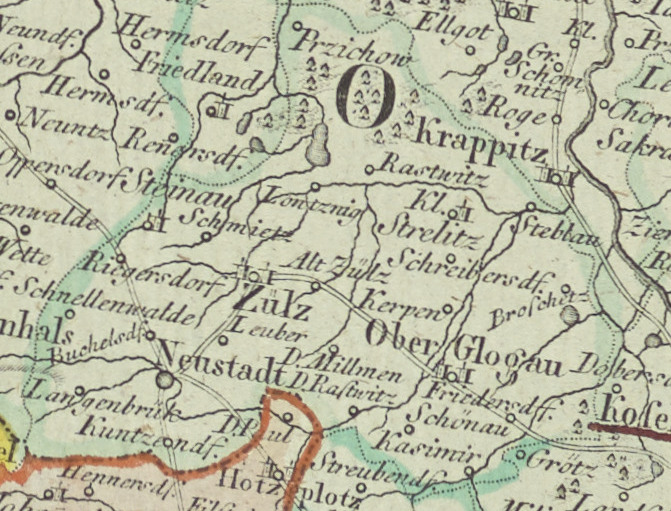
Steblów (Steblau) wśród miejscowości ziemi prudnickiej na mapie z 1804

Według spisu ludności z 1 grudnia 1910, na 757 mieszkańców Steblowa 13 posługiwało się językiem niemieckim, a 744 językiem polskim. W 1921 w zasięgu plebiscytu na Górnym Śląsku znalazła się tylko część powiatu prudnickiego. Steblów znalazł się po stronie wschodniej, w obszarze objętym plebiscytem.

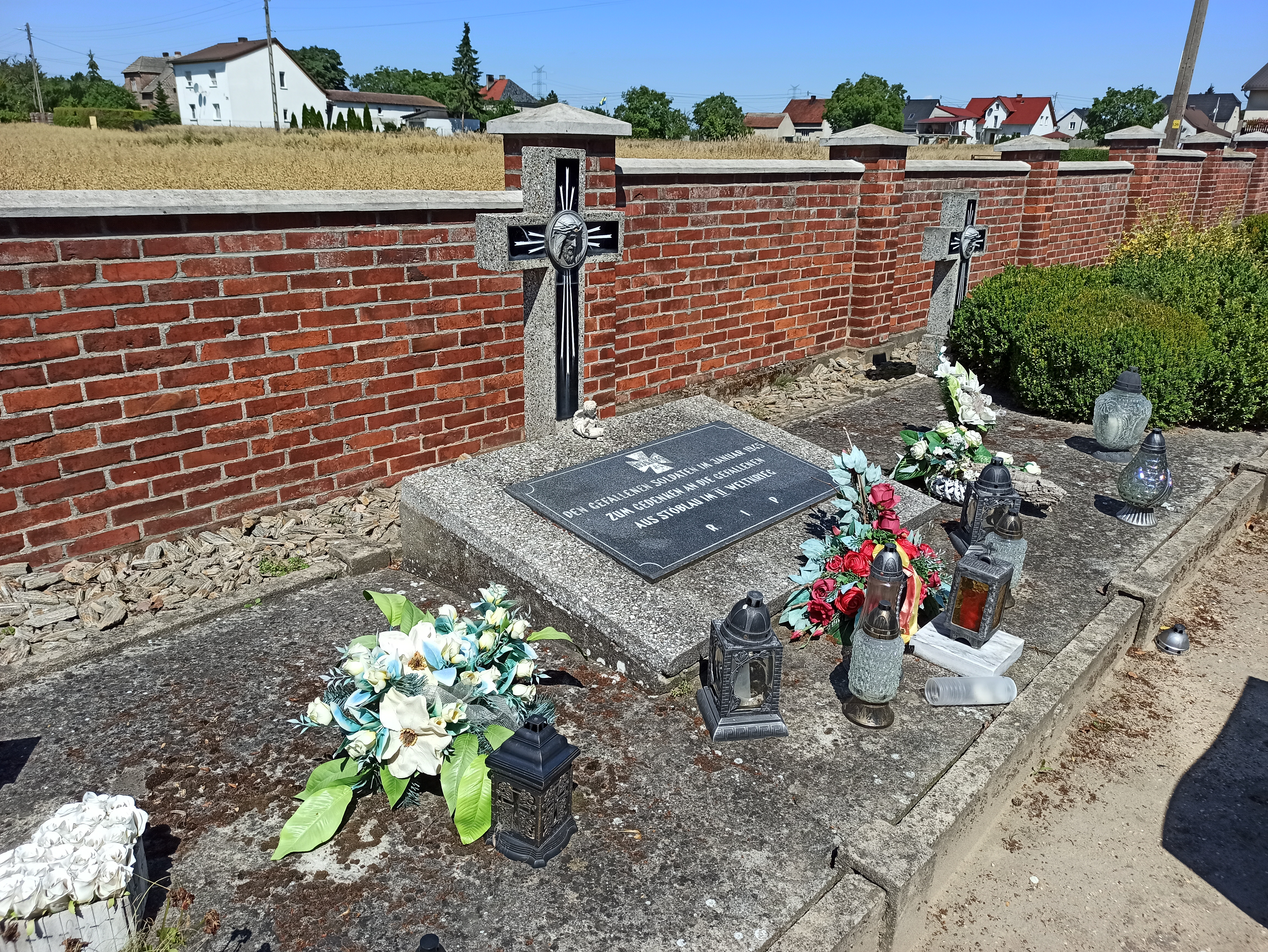
Zbiorowa mogiła żołnierzy z II wojny światowej na cmentarzu w Steblowie

W czasie II wojny światowej w Steblowie utworzono podobóz Stalag VIII B/E191 obozu jenieckiego w Łambinowicach dla jeńców z imperium brytyjskiego. Mieszkańcy Steblowa zostali ewakuowani do Prudnika przed nadejściem frontu. Akcją ewakuacyjną kierował Theodor Hergesell – szef obwodowej grupy NSDAP. Na miejscu pozostało kilku starych i chorych ludzi. Armia Czerwona wkroczyła do Steblowa 25 stycznia 1945 w drodze na Prudnik podczas operacji górnośląskiej. 27 stycznia 1945, pod naporem przeważających sił niemieckich, czerwonoarmiści wycofali się z rejonu Dobrej i Steblowa. Tego samego dnia wieś odbiły pododdziały 100 Dywizja Strzelców. W toku działań bojowych w Steblowie żołnierze Wehrmachtu wzięli do niewoli czerwonoarmistę, którego związali drutem kolczastym, zabili szpadlem i pozostawili na placu. Podczas walk spalono trzy domy mieszkalne oraz jedną stodołę, zginęło 60 żołnierzy.
Od marca do maja 1945 powiat prudnicki znajdował się pod kontrolą radzieckiej komendantury wojskowej. 11 maja 1945 polska administracja przejęła władzę cywilną w powiecie prudnickim. Mieszkańcom Steblowa, posługującym się dialektem śląskim bądź znającym język polski, pozwolono pozostać we wsi po otrzymaniu polskiego obywatelstwa.
W 1949 we wsi znajdowały się między innymi: szkoła podstawowa prowadzona przez Inspektorat Szkolny w Prudniku, piekarz. Do 1956 roku Steblów należał do powiatu prudnickiego. W związku z reformą administracyjną, w 1956 Steblów został odłączony od powiatu prudnickiego i przyłączony do nowo utworzonego krapkowickiego. W 1980 powstał kościół, a w 1981 została utworzona samodzielna parafia (wydzielona z parafii w Krapkowicach).
Wieś ucierpiała podczas powodzi we wrześniu 2024. Uszkodzony został most w Steblowie.

## Mieszkańcy
Miejscowość zamieszkiwana jest przez mniejszość niemiecką oraz Ślązaków. Mieszkańcy wsi posługują się gwarą prudnicką, będącą odmianą dialektu śląskiego. Należą do podgrupy gwarowej nazywanej Mietlołrzy.

### Liczba mieszkańców wsi
- 1845 – 389
- 1861 – 447
- 1871 – 484[21]
- 1885 – 477[22]
- 1905 – 571[23]
- 1910 – 757[11]
- 1933 – 866[24]
- 1939 – 1035[24]
- 1955 – 960
- 1966 – 1067[25]
- 1998 – 1051[26]
- 2002 – 980[26]
- 2009 – 994[26]
- 2011 – 965[26]
- 2018 – 986
- 2019 – 984[27]
- 2021 – 1036[26]

## Zabytki
Do wojewódzkiego rejestru zabytków wpisana jest mogiła zbiorowa żołnierzy z II wojny światowej, na cmentarzu komunalnym.
Zgodnie z gminną ewidencją zabytków w Steblowie chronione są ponadto:
- cmentarz
- kaplica-dzwonnica przy domu ul. Wiejska 24
- kapliczka przy domu ul. Wiejska 51
- szkoła, ul. Szkolna 2
- dom, ul. Wiejska
- dom, ul. Wiejska 32

## Transport

### Transport drogowy

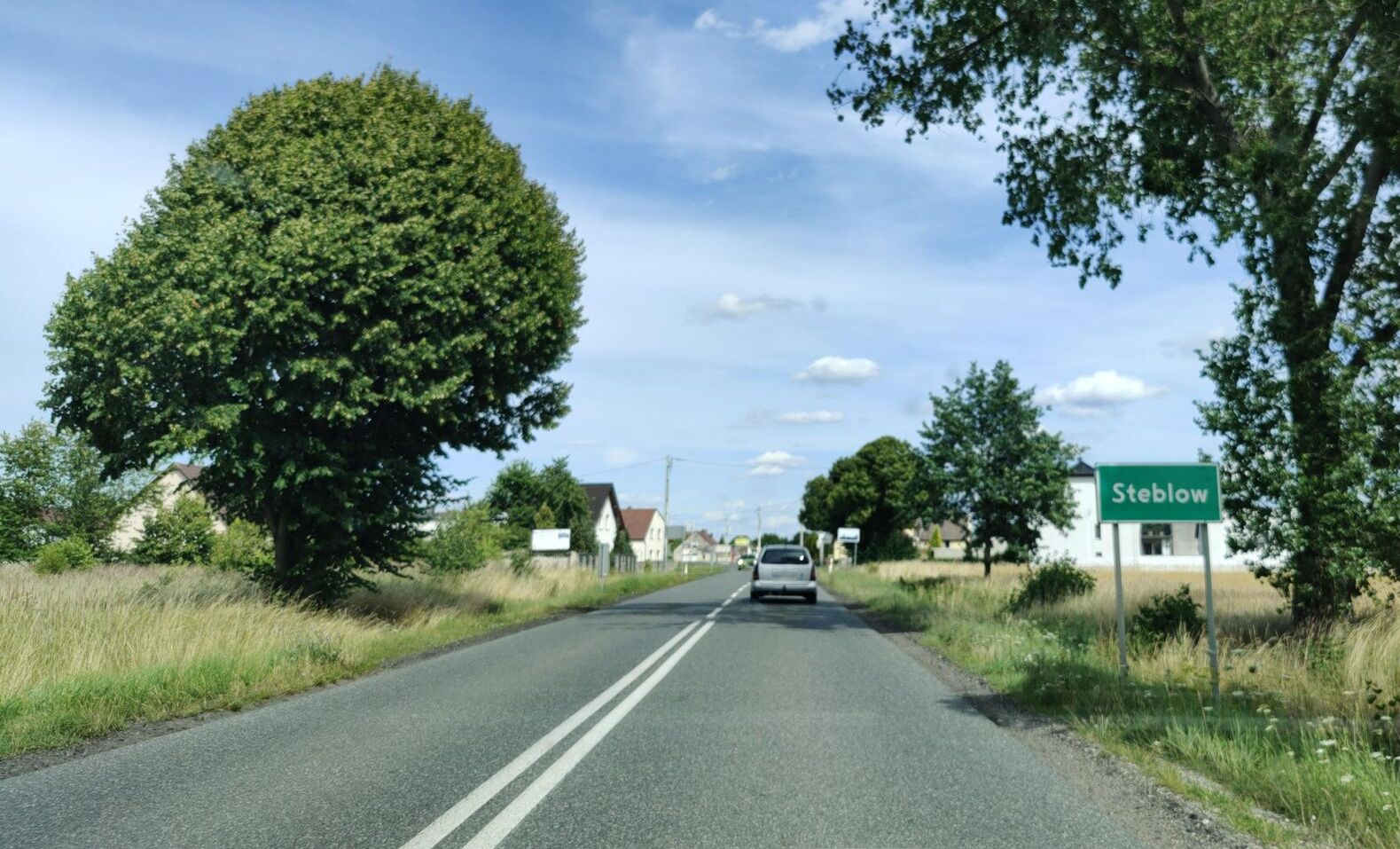
Wjazd do Steblowa od strony Prudnika

Przez Steblów przebiega droga wojewódzka 409 Dębina – Strzelce Opolskie

### Transport kolejowy

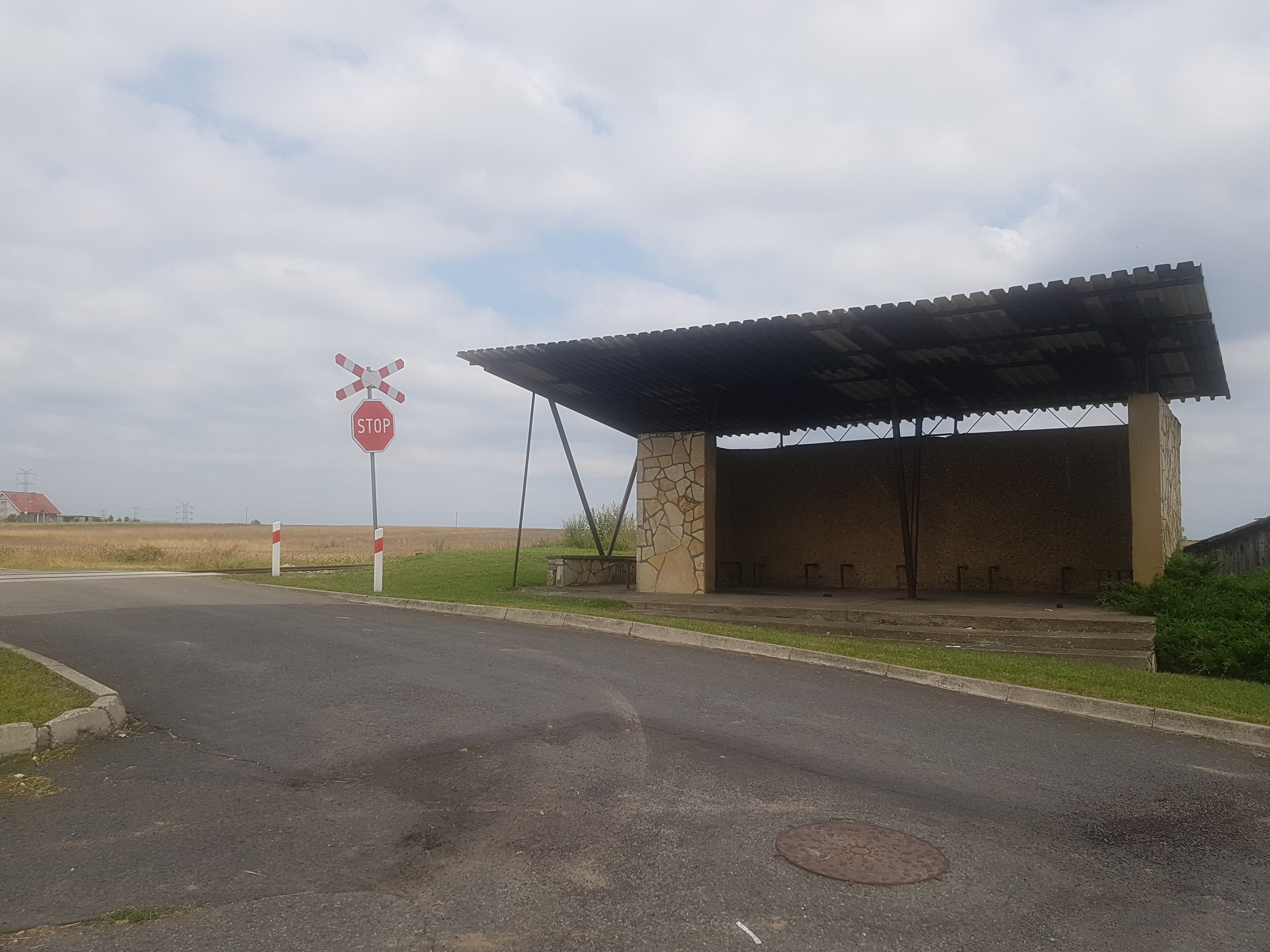
Przystanek kolejowy w Steblowie

Nieczynny przystanek kolejowy w Steblowie znajduje się przy ul. Dworcowej. Najbliższa czynna stacja kolejowa znajduje się w Gogolinie.
Lokalni przedsiębiorcy i właściciele majątków ziemskich zawiązali w 1895 spółkę Kolej Prudnicko-Gogolińska z siedzibą w Prudniku, której celem stała się budowa linii lokalnej z Prudnika do Gogolina. Linia kolejowa nr 306 relacji Prudnik – Goglin została oddana do użytku w 1896. Powódź w 1997 zniszczyła most na Odrze w Krapkowicach, uniemożliwiając dojazd do Gogolina. W 2005 ruch na linii 306 został zawieszony. Zmodernizowana do celów towarowych linia relacji Prudnik – Krapkowice została oddana do użytku w 2016.

### Transport autobusowy

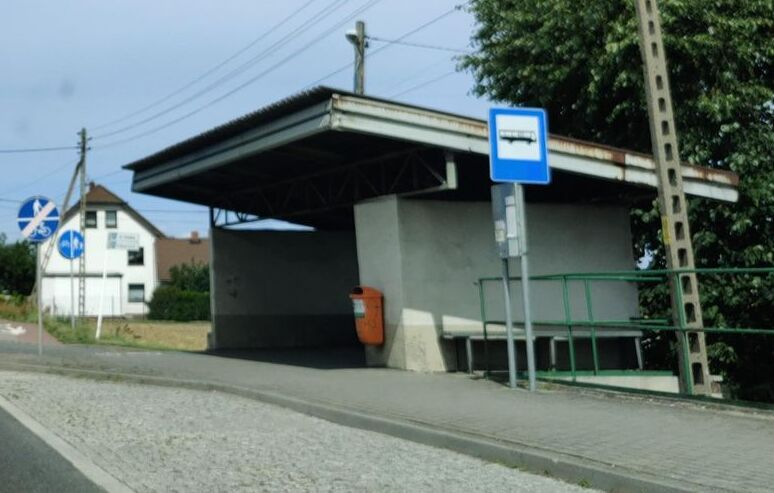
Przystanek autobusowy

Steblów posiada połączenia autobusowe z Opolem, Prudnikiem, Krapkowicami, Moszną, Smolarnią. We wsi znajdują się dwa przystanki autobusowe.
Transport autobusowy w Steblowie obsługiwany był przez PKS Prudnik. W 2004 prudnicki PKS został sprywatyzowany z udziałem Connex Polska. W 2008, w wyniku połączenia spółek PKS Connex Prudnik i PKS Connex Kędzierzyn-Koźle, utworzona została spółka Veolia Transport Opolszczyzna, w 2013 przejęta przez Arriva Bus Transport Polska. W 2019 Arriva wycofała się z Prudnika. Wówczas organizacją przewozów pasażerskich w Steblowie i okolicy zajęły się ościenne PKS-y. W grudniu 2021 powołano Powiatowo-Gminny Związek Transportu „Pogranicze”, mający na celu poprawę jakości transportu.

## Instytucje
We wsi działa Stowarzyszeniowa Publiczna szkoła Podstawowa, biblioteka publiczna, OSP, restauracja.

## Religia
Wieś jest siedzibą parafii rzymskokatolickiej.

## Turystyka
Oddział PTTK „Sudetów Wschodnich” w Prudniku ustanowił turystyczną Odznakę Krajoznawczą Ziemi Prudnickiej, którą zdobywa się poprzez zwiedzenie odpowiedniej liczby obiektów w miejscowościach położonych na ziemi prudnickiej, w tym w Steblowie.
12 lipca 2010, w ramach organizowanego w Prudniku VI Europejskiego Tygodnia Turystyki Rowerowej, w którym wzięli udział rowerzyści z całej Europy, przez Steblów prowadziła trasa „Szlakiem Pielgrzyma”.

## Bezpieczeństwo
W zakresie ochrony przeciwpożarowej oraz innych miejscowych zagrożeń w Steblowie działa jednostka Ochotniczej Straży Pożarnej. Do 1998 bezpieczeństwo pożarowe w Steblowie było nadzorowane przez Komendę Rejonową PSP w Prudniku.
Miejscowość jest pod opieką dzielnicowego rejonu służbowego nr 6 Komendy Powiatowej Policji w Krapkowicach.
Teren wsi, jak i całej gminy Krapkowice, położony jest w strefie nadgranicznej w związku z czym Straż Graniczna dysponuje, na tym obszarze, specjalnymi kompetencjami w zakresie bezpieczeństwa. Gminę Krapkowice obejmuje zasięgiem służbowym placówka Straży Granicznej w Opolu ze Śląskiego Oddziału SG.